# اتحاد أوروبي للتقانة الحيوية
الاتحاد الأوروبي للتقانة الحيوية (EFB) هو جمعية غير ربحية لـ الجمعية المُثقفة والجامعات والمعاهد والشركات والأفراد الذين يرغبون في تعزيز التقانة الحيوية في جميع أنحاء أوروبا وخارجها أيضًا. تأسست منظمة الاتحاد الأوروبي للتقانة الحيوية على يد العلماء الأوروبيين عام 1978م. حيث كان رئيس منظمة الاتحاد الأوروبي للتقانة الحيوية في ذلك الوقت هو مارك فان مونتاغو (Marc Van Montagu).

## الدورية
التقانة الحيوية الجديدة هي دروية رسمية للاتحاد الأوروبي للتقانة الحيوية يتم نشرها كل شهرين.

## وصلات خارجية
- European Federation of Biotechnology